# Атамекен (Таскалинский район)
Атамекен (каз. Атамекен, до 2002 года — Совхозное) — аул в Таскалинском районе Западно-Казахстанской области Казахстана. Административный центр Казахстанского сельского округа. Находится примерно в 37 км к юго-западу от села Таскала, административного центра района, на высоте 31 метра над уровнем моря. Код КАТО — 276045100.
До 1938 года именовался овцесовхозом № 500 им.У.Исаева, в связи с арестом председателя Совнаркома Казахской ССР Ураза Исаева было принято решение о переименовании совхоза.
Так, 29 июня 1938 года Президиум ЦИК Казахской ССР переименовал овцесовхоз № 500 Каменского района Западно-Казахстанской области им. Исаева в овцесовхоз им. Н.Ежова.

## Население
В 1999 году численность населения аула составляла 1146 человек (563 мужчины и 583 женщины). По данным переписи 2009 года, в ауле проживало 936 человек (468 мужчин и 468 женщин). В 2015 году была решена проблема питьевой воды. Также ведутся работы по бурению нефтяных скважин.